# ノルウェー石油博物館
ノルウェー石油博物館（ノルウェーせきゆはくぶつかん、ノルウェー語: Norsk Oljemuseum、英: Norwegian Petroleum Museum）は、ノルウェー・ローガラン県の県都スタヴァンゲルにある博物館。1999年に開館された。石油産業を専門に扱う。建物はミース・ファン・デル・ローエ賞にノミネートされている。

## 概要
ノルウェーは1969年に北海において大規模な油田、エコフィスク油田を発見し、1971年に石油の生産を開始して以降、石油産業を発展・拡大させてきた。博物館設立の目的は、ノルウェーが産業および経済の面で成功したことを明確に表すものとして、同国の石油産業の歴史を展示・紹介することであるとされる。
博物館はスタヴァンゲルの中心部のキェリンホルメンに所在する。建物はボレヴィガ湾（ノルウェー語: Børevigå）の海岸にあり、一部は海上にせり出している。ビェルグステ（ノルウェー語: Bjergsted）とバデダンメンを結ぶブルー・プロムナードのほぼ中間に位置する。
延べ面積は4,900平方メートルである。そのうち2,000平方メートルは展示スペースであり、1,500平方メートルは管理運営スペース、700平方メートルは利用者スペースであり、300平方メートルはワークショップ用スペース、200平方メートルは教育および研究用スペースとなっている。建物の建築主はノルウェー石油博物館財団（ノルウェー語: Stiftelsen Norsk Oljemuseum、英: Norwegian Petroleum Museum Foundation）およびスタヴァンゲル市である。

## 施設
博物館は、主として本館、展示ホールおよび石油掘削施設の模型から構成されている。本館は3階建てであり、図書室やオーディトリアムの他にレストラン「ボルゲン・オ・モイ」などが設けられている。本館はバランゲル半島産の暗灰色の片麻岩で覆われており、これは何百万年もの間、微生物の遺骸や粘土を堆積させてきた岩盤を表現している。
展示ホールは、ファサードに鋼鉄やガラスが、天井にアルミ亜鉛合金が用いられている。床には黒色の粘板岩が用いられており、これは北海の海底に堆積した粘板岩や石灰岩を表現している。海上に設置されている石油掘削プラットフォームの実物大の模型には、ステンレス鋼板やガラス、アルミニウムなどが用いられている。

## 由来
石油産業を専門に扱う博物館をスタヴァンゲルに開設するというアイデアは1974年に生まれた。1981年にノルウェー石油博物館財団が設立される。博物館の建物は、1992年に全国規模の建築コンペティションで優勝したノルウェーの建築事務所、ルンデ・オ・ロヴセットによって設計された。1997年6月、博物館の建設工事が着工され、およそ22か月後に完成された。
1998年4月28日、当時ノルウェーの石油エネルギー大臣を務めていたマリット・アルンスタッドによって博物館の礎石が設置される。1999年5月20日、ノルウェー国王ハーラル5世によって開館された。同日、施設内にレストラン「ボルゲン・オ・モイ」が開店される。2001年、博物館建物が欧州連合主催による建築賞、ミース・ファン・デル・ローエ賞にノミネートされる。

## アクセス
最寄りの鉄道駅は、ソールラン線のスタヴァンゲル駅である。同駅からは、徒歩でブレイア湖やスタヴァンゲル大聖堂を右手に見ながら北上し、スカーゲンカイエン通りおよびスカンセカイエン通り（ノルウェー語: Skansekaien）をヴォーゲン湾の海岸に沿って進み、ハヴネリンゲン通り（ノルウェー語: Havneringen）をボレヴィガ湾の海岸まで進む。スタヴァンゲル空港からフィスケピレン（ノルウェー語: Fiskepiren）までバスが運行されている。ボレヴィガ湾にはボートの係留施設が整備されているため、ボートで行くこともできる。